# خرطوم الحديقة

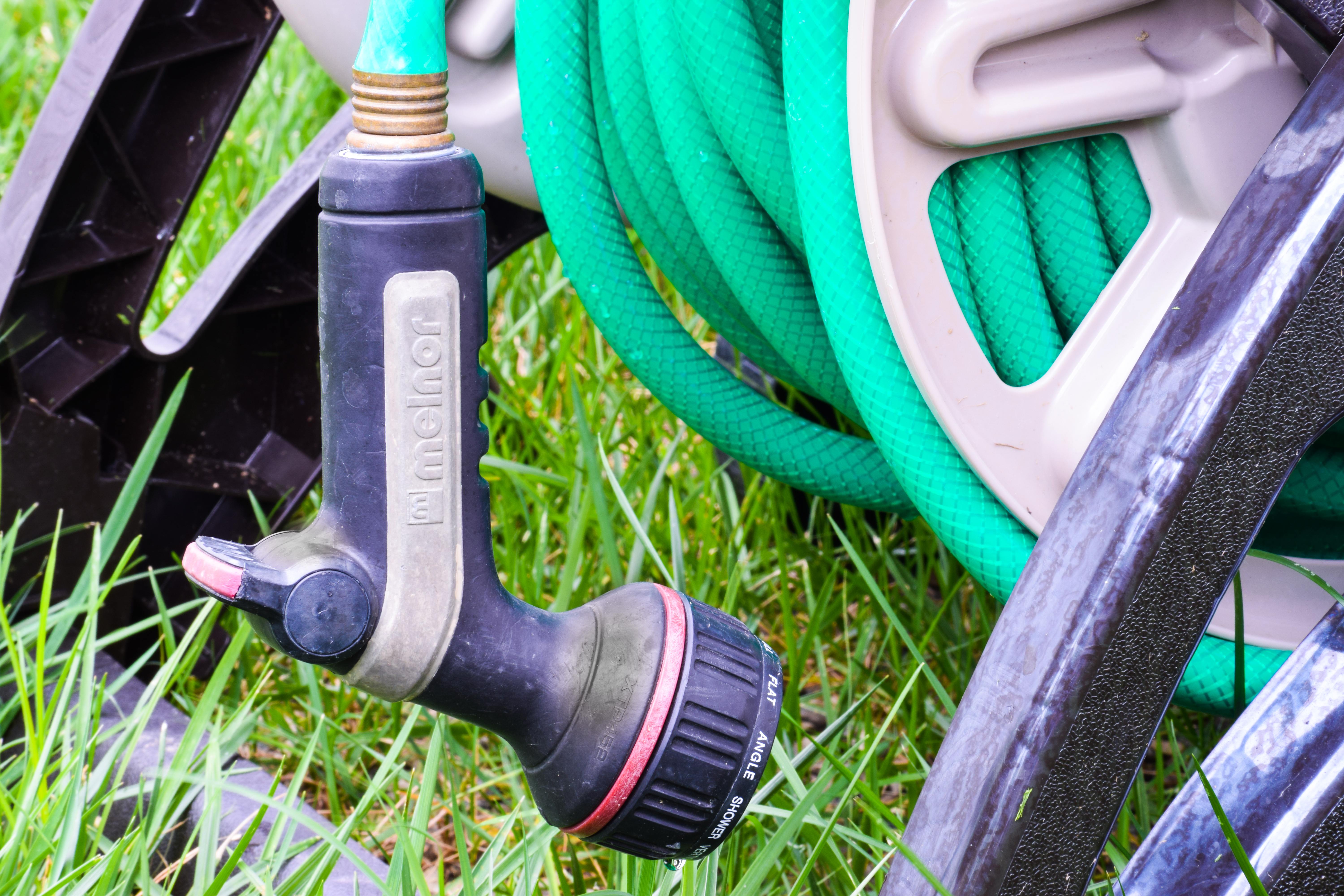
خرطوم الحديقة، مزود بمسدس رش.

خرطوم الحديقة هو أنبوب مرن صمم لنقل موائع من مكان لآخر. وتأخذ غالبا شكل أسطوانة طويلة مرنة، ويراعى في تصميمها عوامل عدة تجمع بين إمكانية التطبيق والفعالية. تختلف خراطيم الحديقة عن الخراطيم التقليدية بأنها أسهل في الحركة ومرنة، وكما أن بعضاً منها يتوفر على محبس في نهايته، يستعمل لقطع المياه مباشرةً، دون التوجه إلى الصنبور.

تصنع خراطيم الحدائق عادة من المطاط الصناعي أو اللدائن اللين، الذي يتم تعزيزه في الغالب بشبكة داخلية من الألياف. ونتيجة لهذه المواد، فإن خراطيم الحدائق مرنة ويسهل تصميمها الخارجي السلس على المرور بين الأشجار والأعمدة والعقبات الأخرى. كما أن خراطيم الحدائق شديدة الصلابة بشكل عام لتتمكن من البقاء على الحجارة على الصخور وتدخل دون ضرر أو تسرب.